# الجمعية الأمريكية للطب البيطري
الجمعية الأمريكية للطب البيطري (بالإنجليزية: American Veterinary Medical Association)‏ هي جمعية غير ربحية تأسست في عام 1863، تمثل أكثر من 81500 طبيب بيطري عامل في الولايات المتحدة بين ممارس في القطاع الخاص والشركات والحكومة والصناعة والأوساط الأكاديمية وأصحاب الزي الرسمي (الجيش مثلاً).
توفر مورد للمعلومات وفرص التعليم المستمر والمنشورات والخصومات على المنتجات الشخصية والمهنية والبرامج والخدمات. وتشير الجمعية على أن ضغطها السياسي من أجل تشاريع ودية مع الحيوان ضمن إطار يدعم استخدام الحيوانات لأغراض الإنسان (على سبيل المثال: الغذاء والبحوث والرفقة).